# Championnat de Polynésie française de football 2006-2007
Navigation
Saison précédente Saison suivante
La saison 2006-2007 du Championnat de Polynésie française de football est la soixantième édition du championnat de première division en Polynésie française. Les neuf meilleurs clubs de Polynésie sont regroupés au sein d'une poule unique, la Ligue Mana, où ils s'affrontent deux fois au cours de la saison. Les cinq premiers jouent une deuxième phase pour déterminer le champion tandis que les quatre derniers doivent disputer une poule de relégation pour désigner les deux clubs relégués en Division 2.
C'est l'AS Manu-Ura qui est sacré champion de Polynésie cette saison après avoir terminé en tête du classement final avec un seul point d’avance sur l'AS Tefana et sept sur l'AS Temanava. C'est le troisième titre de champion de Polynésie française de l’histoire du club.

## Les clubs participants
| - AS Pirae - AS Tefana - AS Venus - Promu de D2 - AS Dragon - AS Vairao - Promu de D2 | - AS Temanava - AS Manu-Ura - AS Tamarii Faa'a - AS Taravao AC |

## Compétition

### Première phase
Le barème utilisé pour établir le classement est le suivant :
- Victoire : 4 points
- Match nul : 2 points
- Défaite : 1 point

| Rang | Équipe          | Pts | J  | G  | N | P  | Bp | Bc | Diff |
| ---- | --------------- | --- | -- | -- | - | -- | -- | -- | ---- |
| 1    | AS Dragon       | 51  | 16 | 11 | 2 | 3  | 37 | 15 | +22  |
| 2    | AS Tefana       | 45  | 16 | 9  | 2 | 5  | 31 | 14 | +17  |
| 3    | AS Manu-Ura     | 44  | 16 | 9  | 1 | 6  | 35 | 20 | +15  |
| 4    | AS PiraeT       | 43  | 16 | 8  | 3 | 5  | 47 | 30 | +17  |
| 5    | AS Temanava -1  | 42  | 16 | 8  | 3 | 5  | 28 | 14 | +14  |
| 6    | AS Tamari Faa'a | 41  | 16 | 8  | 1 | 7  | 30 | 33 | -3   |
| 7    | AS Taravao AC   | 33  | 16 | 5  | 2 | 9  | 27 | 50 | -23  |
| 8    | AS VenusP       | 32  | 16 | 5  | 1 | 10 | 23 | 55 | -32  |
| 9    | AS VairaoP      | 19  | 16 | 0  | 3 | 13 | 18 | 45 | -27  |

|  | Qualification pour la deuxième phase                 |
|  | Participation à la poule de promotion-relégation     |
|  | T : Tenant du titre P : Promu de division inférieure |

- L'AS Temanava reçoit un point de pénalité.

### Deuxième phase

#### Poule pour le titre
Les cinq premiers du classement s’affrontent à nouveau deux fois pour déterminer le champion. L'AS Dragon démarre la deuxième phase avec un bonus de deux points après avoir terminé en tête de la première phase.
| Rang | Équipe       | Pts | J | G | N | P | Bp | Bc | Diff |  | Résultats (▼ dom., ► ext.) | ManU | Tefa | Tema | Pira | Drag |
| ---- | ------------ | --- | - | - | - | - | -- | -- | ---- |  | -------------------------- | ---- | ---- | ---- | ---- | ---- |
| 1    | AS Manu-Ura  | 26  | 8 | 5 | 3 | 0 | 18 | 7  | +11  |  | AS Manu-Ura                |      | 0-0  | 4-1  | 4-2  | 4-1  |
| 2    | AS TefanaC   | 25  | 8 | 5 | 2 | 1 | 19 | 4  | +15  |  | AS TefanaC                 | 1-1  |      | 3-0  | 2-1  | 7-0  |
| 3    | AS Temanava  | 19  | 8 | 3 | 2 | 3 | 13 | 15 | -2   |  | AS Temanava                | 0-1  | 2-0  |      | 3-1  | 1-1  |
| 4    | AS PiraeT    | 15  | 8 | 2 | 1 | 5 | 15 | 19 | -4   |  | AS PiraeT                  | 1-1  | 0-2  | 3-4  |      | 4-2  |
| 5    | AS Dragon +2 | 12  | 8 | 0 | 2 | 6 | 8  | 28 | -20  |  | AS Dragon +2               | 1-3  | 0-4  | 2-2  | 1-3  |      |

|  | Qualification pour la Ligue des champions de l'OFC 2007-2008         |
|  | T : Tenant du titre C : Vainqueur de la Coupe de Polynésie française |

#### Poule de promotion-relégation
Les quatre derniers du classement s'affrontent deux fois pour déterminer les deux clubs relégués en Division 2. 
| Rang | Équipe           | Pts | J | G | N | P | Bp | Bc | Diff |  | Résultats (▼ dom., ► ext.) | Tama | Tara | Vair | Venu |
| ---- | ---------------- | --- | - | - | - | - | -- | -- | ---- |  | -------------------------- | ---- | ---- | ---- | ---- |
| 1    | AS Tamarii Faa'a | 18  | 6 | 4 | 0 | 2 | 12 | 9  | +3   |  | AS Tamarii Faa'a           |      | 4-1  | 1-0  | 2-1  |
| 2    | AS Taravao AC    | 15  | 6 | 3 | 0 | 3 | 12 | 11 | +1   |  | AS Taravao AC              | 4-0  |      | 4-2  | 2-0  |
| 3    | AS VairaoP       | 15  | 6 | 3 | 0 | 3 | 9  | 9  | 0    |  | AS VairaoP                 | 0-3  | 2-1  |      | 4-0  |
| 4    | AS VenusP        | 12  | 6 | 2 | 0 | 4 | 7  | 11 | -4   |  | AS VenusP                  | 3-2  | 3-0  | 0-1  |      |

|  | Relégation en Division 2         |
|  | P : Promu de division inférieure |

## Bilan de la saison
| Championnat de Polynésie française de football 2006-2007 |                        |
| Champion                                                 | AS Manu-Ura (3e titre) |
| Coupes et trophées                                       |                        |
| Vainqueur de la Coupe de Polynésie française 2006-2007   | AS Tefana              |
| Qualifications continentales                             |                        |
| Ligue des champions de l'OFC 2007-2008                   | AS Manu-Ura            |
| Promotions et relégations                                |                        |
| Promus en Ligue Mana                                     | AS Aorai               |
| Promus en Ligue Mana                                     | AS Jeunes Tahitiens    |
| Promus en Ligue Mana                                     | AS Central Sport       |
| Relégués en Division 2                                   | AS Vairao              |
| Relégués en Division 2                                   | AS Venus               |